# 富平交叉路
富平交叉路（英语：Bupyeong IC）是位于京仁高速公路的一个公路交汇处，属于仁川广域市桂阳区鵲田洞。

## 连接道路
- 國道6號
- 國道77號
- 富平大路
- 桂阳大路

## 邻近公路设施
京仁高速公路
西仁川交叉路 - 富平交叉路 - 瑞云分岐点

## 设施周边
- 韩国GM